# 未来派宣言 (テレビ番組)
未来派宣言（みらいはせんげん）は、NHK総合テレビジョンで1996年3月30日から2000年3月16日まで放送されたドキュメンタリー番組である。

## 概要
NHK名古屋放送局が制作を担当し、司会は『ミッドナイトジャーナル』キャスターの経験があるフリージャーナリストの山根一眞。主な取材対象は市井の社会活動など新しい取り組みに挑む人物であり、先進的な活動を「未来派」となぞらえた。
番組はフリーランスのジャーナリストやコラムニストがリポーターとして密着するドキュメンタリーと、密着したジャーナリストと司会の山根によるスタジオトークで構成する。
番組エンディングでは坂本龍一の楽曲『Ballet Mécanique（バレエ・メカニック）』（アルバム『未来派野郎』収録、前半部分）に乗せて山根がまとめのコラムを語って締めくくる。

## 放送時間
- 1996年度
  - 土曜日 23:00 - 23:25
- 1997年度
  - 金曜日 22:20 - 22:45
- 1998年度
  - 月曜日 23:45 - 24:10
- 1999年度
  - 木曜日 23:45 - 24:10

## 後継番組
2000年にNHK総合の深夜番組を改編した影響で番組は終了。名古屋放送局は教育テレビに移行して『21世紀ビジネス塾』、『ビジネス未来人』および『めざせ!会社の星』と、趣旨は違えど『未来派』以降、起業や仕事、また個人経営（スモールビジネス）に纏わる番組の制作を続けている。